# آرون فرای
آرون فرای (انگلیسی: Arron Fray؛ زادهٔ ۱ مهٔ ۱۹۸۷) بازیکن فوتبال اهل بریتانیا است.
از باشگاه‌هایی که در آن بازی کرده‌است می‌توان به باشگاه فوتبال بروملی، باشگاه فوتبال کریستال پالاس، و باشگاه فوتبال داگنم و ردبریج اشاره کرد.